# Safiabad (Rafsanjan)
Pour les articles homonymes, voir Safiabad.
Safiabad (persan : صفي اباد romanisé en Şafīābād et également connu sous les noms de Safīel et Seyf), est un village dans la province de Kerman en Iran. Lors du recensement de 2006, sa population était de 191 habitants répartis dans 49 familles.